# Campeonato Mundial de Triatlo de 1991
O Campeonato Mundial de Triatlo de 1991 foi a terceira edição do evento máximo do triatlo, aconteceu em Gold Coast, Austrália nos dias 12 e 13 de outubro,  organizado pela International Triathlon Union (ITU). 

## Resultados

### Masculino
| Posição | Nome                  | Natação | Ciclismo | Corrida | Tempo    |
| ------- | --------------------- | ------- | -------- | ------- | -------- |
|         | Miles Stewart (AUS)   | 19:19   | 55:25    | 33:34   | 01:48:20 |
|         | Rick Wells (NZL)      | 18:48   | 55:59    | 33:34   | 01:48:22 |
|         | Mike Pigg (USA)       | 19:33   | 55:10    | 33:36   | 01:48:22 |
| 4       | Harold Robinson (USA) | 19:19   | 55:29    | 33:58   | 01:48:49 |
| 5       | Leandro Macedo (BRA)  | 19:36   | 57:11    | 32:42   | 01:49:33 |
| 6       | Simon Lessing (GBR)   | 19:34   | 58:03    | 32:08   | 01:49:48 |
| 7       | Mark Dragan (AUS)     | 19:47   | 58:02    | 31:59   | 01:49:48 |
| 8       | Stephen Foster (AUS)  | 19:46   | 56:55    | 33:15   | 01:50:00 |
| 9       | Patrick Girard (FRA)  | 21:40   | 56:28    | 32:27   | 01:50:39 |
| 10      | Jim Riccitello (USA)  | 20:27   | 55:48    | 34:24   | 01:50:40 |

### Feminino
| Posição | Nome                             | Natação | Ciclismo | Corrida | Tempo    |
| ------- | -------------------------------- | ------- | -------- | ------- | -------- |
|         | Joanne Ritchie (CAN)             | 21:58   | 01:02:08 | 37:55   | 02:02:04 |
|         | Terri Smith-Ross (CAN)           | 22:27   | 01:02:58 | 36:45   | 02:02:10 |
|         | Michellie Jones (AUS)            | 22:05   | 01:03:27 | 37:16   | 02:02:49 |
| 4       | Isabelle Mouthon-Michellys (FRA) | 22:05   | 01:03:19 | 38:09   | 02:03:35 |
| 5       | Catherine Davies (ESP)           | 22:41   | 01:03:56 | 37:02   | 02:03:41 |
| 6       | Carol Montgomery (CAN)           | 22:07   | 01:02:28 | 39:24   | 02:04:00 |
| 7       | Sue Schlatter (CAN)              | 23:52   | 01:02:31 | 37:57   | 02:04:21 |
| 8       | Joy Hansen (USA)                 | 22:04   | 01:04:15 | 38:02   | 02:04:23 |
| 9       | Karen Smyers (USA)               | 22:06   | 01:03:19 | 39:02   | 02:04:30 |
| 10      | Jan Ripple (USA)                 | 22:03   | 01:03:28 | 39:32   | 02:05:05 |
| 11      | Simone Mortier (GER)             | 22:30   | 01:04:16 | 38:38   | 02:05:22 |
| 12      | Ute Schäfer (GER)                | 24:02   | 01:02:15 | 40:56   | 02:07:13 |